# 程茂蘭
程茂兰（1905年9月18日—1978年12月31日），字畹九，男，直隶（今河北）博野人，中國天文学家。

## 生平
程茂兰生于河北博野县沙窝村。1924年毕业于河北省保定第六中学。1925年赴法勤工俭学。1932年获法国雷蒙大学学士学位。1934年获里昂大学数理硕士学位。1939年获法国国家博士学位。但由于抗日战争爆发，未能回国，留在法国继续恒星光谱研究。1942年任里昂和上普罗旺斯天文台副研究员（Chargé de Recherche）。1945年任研究员（Maitre de Recherche）。1949年10月成为法国国家研究中心的一级研究员（Grade Premier de Maitre de Recherche）。1956年获得法国教育部骑士勋章。
1957年7月绕道瑞士回国。1958年2月被任命为北京天文台筹备处主任，亲自勘测选定了河北省兴隆县的燕山主峰作为观测基地。北京天文台正式成立后任第一任台长，积极推动2.16米望远镜的研制。但在望远镜落成前夕，1978年12月31日于北京辞世。